# ダイレクト出版
ダイレクト出版株式会社（ダイレクトしゅっぱん、英: DIRECT PUBLISHING）は、本社を大阪市中央区、支社を東京都品川区に置く日本の出版社および教育事業を営む企業。
社名は、ダイレクト・レスポンス・マーケティング（DRM、Direct Response Marketing）にちなむ。

## 概要

### 出版物
- 2006年、ダイレクト・レスポンス・マーケティング専門のニュースレターを発行する会社として創業[1]。
- アメリカのダイレクト・レスポンス・マーケティングの権威であるダン・ケネディの日本でのコンテンツ販売を独占契約している[3]。
- 主にアメリカのマーケティング論、マネジメント論、起業理論、ビジネススキル等、翻訳書を刊行している。
- 傘下に三橋貴明の発行する「「新」経世済民新聞」「月刊三橋」・上島嘉郎の発行する「大東亜戦争の研究」・やましたひでこの発行する「断捨離塾」などを販売する「経営科学出版」、投資情報を発行する「インベストメントカレッジ」がある[4]。

### 教育事業
ウェブマーケティングやコピーライティング、日本近代史等を学ぶセミナー・ビジネススクール、オンライン講座、通信講座を開講している。

### スタンフォード大学との共同研究基金
2015年8月、フーヴァー研究所にアジア企業としては初めて共同研究基金・冠講座を創設。基金名は「Tadahiro Ogawa/History of Modern and Contemporary Japan Endowment Fund」（小川忠洋／近代日本研究基金）、フェローはフーヴァー研究所の西鋭夫。設立には400万ドル（約4億8000万円）の投資がおこなわれた。

## 沿革
- 2006年5月 - 設立[1]
- 2007年2月 - psycho-cybernetics foundation社と独占契約
- 2007年10月 - 東京支部設立[7]
- 2008年4月 - 投資助言・代理業取得
- 2008年6月6日 - グループ会社を設立(株式会社ケネディコンサルティング)
- 2010年9月	株式会社経営科学出版をグループ会社として設立
- 2011年9月	株式会社インベストメントカレッジをグループ会社として設立
- 2014年11月 大阪本社を大阪市中央区安土町に移転[7]
- 2015年2月	日本の近代史を扱う「PRIDE and HISTORY」を創設
- 2015年8月	アジア企業初となるフーヴァー研究所との共同研究基金を設立
- 2015年10月 米国法人Ｒ＆Ｈ Direct, Inc. をグループ会社として設立
- 2018年1月	東京支社を港区品川に移転

## サイコサイバネティクス
ノーバート・ウィーナーが提唱したサイバネティックス理論を、マックスウェル・モルツの「人間の脳には志向性があり、明確な目標を設定すると無意識に目標達成に向かうようになる」という概念をもとに応用したもの。サイコサイバネティクスの著作権、商標権および知的財産権はpsycho-cybernetics foundation社が保有している。

## チャリティ活動
東日本大震災の際にライブセミナーを全10回にわたり開演し、セミナー参加費・ウェブでの視聴で得た収益を義援金として寄付したとされる。